# Pingvinholet
Das Pingvinholet (norwegisch für Pinguinhöhle) ist eine Höhle an der Westküste der antarktischen Peter-I.-Insel. An der Lazarew-Küste bildet sie einen natürlichen Tunnel durch die Landspitze Framnæsodden.
Wissenschaftler des Norwegischen Polarinstituts benannten sie 1988.